# Manjača
Manjača je planina u sjevernom dijelu Bosne i Hercegovine. Nalazi se na području općina Mrkonjić Grad i Banja Luka. Njen najviši vrh se zove Velika Manjača i smješten je na visini od 1239 metara.
Planinu odlikuje krški teren s dolomitskim i vapnenačkim stijenama, u kojima se nalazi veliki broj pećina i jama. Ovdje se nalazi jedna od najdubljih jama na području Bosne i Hercegovine, koja dostiže 302 metra dubine. Manjaču karakterizira i veliko bogatstvo biljnog i životinjskog svijeta, a okružuju je dvije rijeke: Vrbas na istoku i Sana na zapadu.
Na ovom lokalitetu se nalazila vojarna Vojske Republike Srpske, koja je poznata po tome što se u njoj nalazio zarobljenički logor za vrijeme rata u Bosni i Hercegovini. Logor Manjača je osnovan 1991. godine i u njemu su držani pripadnici hrvatskog i bošnjačkog stanovništva. Prema podacima Međunarodnog komiteta Crvenog križa, u kampu je držano 3737 zatvorenika.
Manjača je bila krajnja točka dosega HV-a i HVO-a u operaciji Južni potez.